# Super nebulosa planetaria
Una super nebulosa planetaria (abbreviato in SPN, sigla dell'inglese Super Planetary Nebula) è un involucro di gas e polveri espulso da una stella di massa medio-grande (tra 1 e 8 M☉) nelle sue ultime fasi evolutive.
Previste in via teorica, sono state scoperte solamente nel 2009 da un gruppo di ricercatori della University of Western Sidney. Il team di ricerca, guidato da M. Filipović, ha individuato i primi esemplari di questa nuova classe di oggetti durante una survey radiotelescopica delle due Nubi di Magellano, le principali galassie satelliti della Via Lattea. In corrispondenza di 15 oggetti (4 nella SMC e 11 nella LMC), precedentemente catalogati come nebulose planetarie durante osservazioni nel visibile, è stata rilevata una forte emissione radio, insolita per questa classe di oggetti.
Il team di Filipović sostiene che la scoperta di questa classe di oggetti potrebbe aiutare a risolvere il cosiddetto "problema della massa mancante", ovvero l'apparente assenza di nebulose prodotte da stelle con una massa, al termine della loro formazione, compresa tra 1 e 8 masse solari: infatti, la stragrande maggioranza delle stelle centrali e delle nebulose planetarie ad esse associate oggi note, possiedono una massa complessiva media rispettivamente di 0,6 e 0,3 volte la massa del Sole.
Alcune delle SPN scoperte possiedono una massa pari a circa 2,6 M☉ e luminosità superiori a tre volte quella della più luminosa nebulosa planetaria nota nella nostra Galassia, NGC 7027.